# Hayward (Misuri)
Hayward es un lugar designado por el censo ubicado en el condado de Pemiscot en el estado estadounidense de Misuri. En el Censo de 2010 tenía una población de 131 habitantes y una densidad poblacional de 199,92 personas por km².

## Geografía
Hayward se encuentra ubicado en las coordenadas 36°23′46″N 89°40′1″O / 36.39611, -89.66694. Según la Oficina del Censo de los Estados Unidos, Hayward tiene una superficie total de 0.66 km², de la cual 0.66 km² corresponden a tierra firme y (0%) 0 km² es agua.

## Demografía
Según el censo de 2010, había 131 personas residiendo en Hayward. La densidad de población era de 199,92 hab./km². De los 131 habitantes, Hayward estaba compuesto por el 99.24% blancos, el 0% eran afroamericanos, el 0% eran amerindios, el 0% eran asiáticos, el 0% eran isleños del Pacífico, el 0% eran de otras razas y el 0.76% pertenecían a dos o más razas. Del total de la población el 0% eran hispanos o latinos de cualquier raza.